# François de Bassompierre
François de Bassompierre (Lotaringia, Haroué, 1579. április 12. – Provins, 1646. október 12.) Haroué márkija, Bassompierre ura, francia diplomata, marsall, heraldikai író.

## Életútja
A lotaringiai Ravenstein nemesi családból származott. Családja nemzedékek óta állt a burgundiai és lotaringiai hercegek szolgálatában. Testvéreivel együtt Bajorországban és Itáliában tanult, majd 1598-ban IV. Henrik francia király udvarába került, ahol a király kedvence lett. 1600-ban Savoyában harcolt, 1603-ban pedig Magyarországon vett részt a tizenöt éves háborúban, a törökellenes császári hadjáratban. 
A király meggyilkolása után, 1614-ben támogatta Medici Mária anyakirálynőt a nemesek elleni küzdelmében, aki őt kinevezte a testőrség parancsnokává, de 1617-es sikertelensége után hű maradt a fiatal XIII. Lajos királyhoz és tevékenyen hozzájárult a királyné bukásához, amikor a royalisták Les Ponts-de-Cé mellett győzelmet arattak. Az 1621–22-es hugenotta felkelés alatti szolgálataiért 1622-ben francia marsallá nevezték ki. Követnek küldték Spanyolországba (1621), Svájcba (1625) és Angliába (1626). 
Visszatérte után 1628-ban a király oldalán harcolt a La Rochelle-i csatában és 1629-ben részt vett a languedoci lázadás leverésében. 1614 és 1630 között titkos házasságban élt Lujza Margittal, François de Conti herceg özvegyével, aki által 1630-ban belekeveredett a Richelieu bíboros hatalmának megdöntésére szőtt összeesküvésbe. Ő maga csak érintőlegesen vett részt az eseményekben, felesége viszont Medici Mária bensőséges barátnője volt. Az anyakirályné bukása után ezért 1631-ben Richelieu elrendelte Bassompierre letartóztatását. A márki a Bastille foglya maradt egészen a bíboros haláláig, 1643-ig. Kiszabadulása után visszakapta a hivatalait és haláláig a legtöbb időt a normandiai Tillières kastélyában töltötte. Conti hercegnőtől egy fia, François de la Tour származott, törvénytelen fia, Louis de Bassompierre később Saintes püspöke lett. 
Kiadta emlékiratait (Mémoires, Köln 1669), mely a kor történelmének fontos forrása, beszámolóját spanyolországi, svájci és angliai követségéről (Köln, I-IV, 1668), valamint számos értekezést különféle tárgyakban. Egy heraldikai művet is összeállított.

## Művei
- Sommaire armorial. Paris : P. Bilbance, 1638

L’Armorial dans lequel est sommairement compris tout ce qui dépend de la science du blason.  Divisé en quatre parties. Avec les figures necessaires à l’intelligence du livre.
A Paris, chez Pierre Billaine. M.DC.XXXVIII
Másik címe: 
„Sommaire armorial, dans lequel est sommairement compris tout ce qui dépend de la science du blason”. Titre du front. : „Sommaire armorial a monsieur le mareschal de Bassompierre”. À l’achevé d’impr. : le 8 juin 1638. - Armoiries royales au titre
Egyéb címei:
- Sommaire armorial, dans lequel est sommairement compris tout ce qui depend de la science du blason
- Sommaire armorial a monsieur le # mareschal # de Bassompierre
- Journal de ma Vie. Köln I-II. 1665
- Mémoires du maréchal de Bassompierre, contenant l’histoire de sa vie et de ce qui s’est fait de plus remarquable à la Cour de France pendant quelques années… Köln, 1665
- Ambassade du mareschal de Bassompierre en Espagne l’an 1621. Köln, 1668
- Ambassade du mareschal de Bassompierre en Suisse, l’an 1625. Köln, 1668